# Троянські діяння
«Троянські діяння» — один з ранніх зразків перекладної повісті в літературі Київської Русі, уміщені в хроніках Малали і Манасії. За змістом «Троянські діяння» — один з варіантів опису Троянської війни.
До сюжету Троянської війни зверталися і в українсько-білоруській писемності XV—XVII ст. На українських землях була досить поширена перекладна «Троянська повість» або «Троянська притча», сербська переробка невідомого латиномовного твору.